# Leeuwarden
Leeuwarden (pronuncia olandese IPA /ˈleːwˌʋɑrdə(n)/, ), in frisone Ljouwert (pronuncia [ˈʎɔːw(ə)t]) è il capoluogo della provincia della Frisia (Friesland), nel nord dei Paesi Bassi.
La municipalità di Leeuwarden si estende su una superficie di 84 km² ed ha 110000 residenti (2014), di cui 83.300 vivono nella città propriamente detta, mentre gli altri risiedono nelle frazioni di Goutum, Hempems, Lekkum, Miedum, Snakkerburen, Swichum, Teerns, Wirdum e Wytgaard. Il 1º gennaio 2014, parte del territorio della soppressa municipalità di Boarnsterhim, è stato incorporato nel territorio comunale. È stata designata Capitale europea della cultura per il 2018, insieme a La Valletta.

## Storia
L'area dove sorge Leeuwarden è stata sede di insediamenti che risalgono almeno al X secolo, diventando uno dei centri di commercio lungo la via d'acqua del Middelzee. Nel XIII secolo il Middelzee si prosciugò ed il commercio perse importanza; tuttavia Leeuwarden continuò a prosperare e nel 1435 acquisì ufficialmente lo status di città. Nel XVI secolo fu una sede vescovile cattolica. Essa rimase una delle più importanti città dei Paesi Bassi almeno fino alla metà del XVII secolo. Da allora, è importante soprattutto a livello regionale. Leeuwarden è la città in cui sono nati lo statolder Guglielmo IV d'Orange, il grafico Maurits Cornelis Escher e la danzatrice e spia Mata Hari.

## Monumenti e luoghi d'interesse
- Farmacia Centrale: storico edificio art nouveau

## Politica
Leeuwarden è sede del governo provinciale della Frisia. Per decenni questo è dominato dai Appello Cristiano Democratico (CDA), mentre allo stesso tempo i laburisti (PvdA) hanno controllato la municipalità di Leeuwarden. Questo predominio si è progressivamente eroso negli anni ottanta a novanta ed attualmente (2005) il PvdA ha 10 dei 37 seggi del consiglio municipale, seguito dal CDA (7), dai liberali (5), dai verdi (4), dai socialisti (3), dal Partito locale di Leeuwarden (3), dai social-liberali (2) e da tre altri partiti con 1 solo seggio. Il governo municipale è attualmente sostenuto dai quattro partiti principali (PvdA, CDA, liberali, verdi).

## Economia

### Turismo

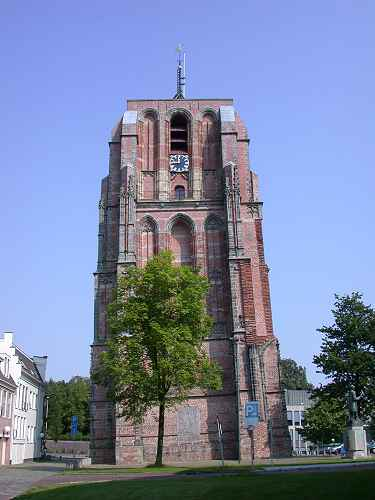
Oldehove, la torre pendente di Leeuwarden

Nel centro cittadino vi sono diversi edifici meritevoli di una visita; fra questi la Kanselarij (cancelleria), il Waag (antico centro del commercio cittadino) e la torre pendente Oldehove, più inclinata della Torre di Pisa.
Leeuwarden è anche sede del più importante mercato del bestiame dei Paesi Bassi; nel giorno dell'Ascensione vi si tiene il più grande mercato dei fiori dei Paesi Bassi.
Leeuwarden conserva un prezioso organo a canne nella Grote Kerk; lo strumento è opera dell'organaro Christian Müller che lo costruì tra il 1724 e il 1727. Conservato un perfette condizioni è un fulgido esempio dell'arte organaria barocca tedesca. Su questo strumento il famoso organista Ton Koopman registra una bella versione dei Corali di Lipsia (BWV 651–668) di J.S. Bach.

## Educazione
Leeuwarden è sede di diverse università professionali (HBO), come il Van Hall Instituut, la Christelijke Hogeschool Nederland e la Noordelijke Hogeschool Leeuwarden. Per quanto non vi sia alcuna università propriamente detta, a Leeuwarden si trovano sedi staccate della Universiteit Twente e dell'Università di Groninga. In queste università studiano circa 16.000 studenti, molti dei quali stranieri.

## Sport
Leeuwarden è il punto di partenza e di arrivo della Elfstedentocht, una famosa corsa di pattinaggio su ghiaccio di oltre 200 km, che si tiene in tutte le occasioni in cui il freddo gela sufficientemente la superficie dei canali. Ciò è successo per l'ultima volta nel gennaio 1997, mentre le edizioni precedenti si sono svolte nel 1985 e nel 1986. Poiché si tratta di un evento piuttosto raro, esso generalmente coinvolge tutti i Paesi Bassi.
La squadra di calcio di Leeuwarden è l'SC Cambuur.